# 立教大学史学会
立教大学史学会（りっきょうだいがくしがくかい、英語: The Historical Society Of Rikkyo University）は、日本の学術研究団体の一つ。主に立教大学の関係者で構成される。

## 概要
1928年1月1日設立。学術研究団体としての種別は単独学会である。
史学地域研究を学術研究領域とし、立教大学文学部史学科および同大学院文学研究科史学専攻・超域文化学専攻の活動と連携しつつ、史学・関連諸科学及び歴史・地理教育の研究を行い、その発展に寄与することを目的としている。

## 沿革
- 1928年 - 立教大学史学会設立。

## 刊行物

### 史苑
- 誌名（和文）：史苑
- 誌名（欧文）：Shien
- 創刊年：1928
- 資料種別：ジャーナル（査読付き論文を含む）
- 使用言語：日本語（英文抄録あり）
- 発行形態：印刷体
- 著作権帰属先：学会
- クリエイティブコモンズ：定めていない
- 購読：有料